# Оравски Бјели Поток
Оравски Бјели Поток (слч. Oravský Biely Potok) насељено је мјесто са административним статусом сеоске општине (слч. obec) у округу Тврдошин, у Жилинском крају, Словачка Република.

## Становништво
| Година:    | 1994. | 2004.   | 2014.    | 2024.   |
| ---------- | ----- | ------- | -------- | ------- |
| Број људи: | 563   | 618     | 715      | 760     |
| Разлика:   |       | +9,76 % | +15,69 % | +6,29 % |

| Година:    | 2023. | 2024.   |
| ---------- | ----- | ------- |
| Број људи: | 748   | 760     |
| Разлика:   |       | +1,60 % |

Према подацима о броју становника из 2024. године насеље је имало 760 становника.